# Astralium okamotoi
Astralium okamotoi là một loài ốc biển thuộc họ Turbinidae.  

## Mô tả
Kích thước vỏ của loài này thay đổi từ 15 mm đến 40 mm.

## Phân bổ
Loài ốc biển này xuất hiện ngoài khơi Nhật Bản và Philippines .